# Juliet Campbell
Juliet Campbell, född den 17 mars 1970 i Kingston, är en jamaicansk före detta friidrottare som tävlade i kortdistanslöpning.
Campbell deltog vid Olympiska sommarspelen 1992 där hon blev utslagen i kvartsfinalen på 400 meter. Hon var i final vid VM 1993 på 400 meter och slutade där sjua på tiden 51,40. Vid samma mästerskap blev hon även bronsmedaljör med stafettlaget på 4 x 100 meter. 
Vid Olympiska sommarspelen 1996 var hon i semifinal på 400 meter dessutom slutade hon fyra med stafettlaget över 4 x 400 meter. 
Vid VM 1997 valde hon att tävla på 200 meter och hon blev utslagen i semifinalen. Vid VM 1999 var hon i final men slutade sist på tiden 22,64. Vid Olympiska sommarspelen 2000 blev hon utslagen i försöken på 200 meter. 
Hennes karriärs höjdpunkt blev inomhus VM 2001 då hon vann guld på 200 meter, på tiden 22,64. Vid samma mästerskap blev hon silvermedaljör på 4 x 400 meter. Vid utomhus VM samma år slutade hon fyra på 200 meter på tiden 22,99. Dessutom blev hon bronsmedaljör på 4 x 100 meter. 
Vid Samväldesspelen 2002 slutade hon tvåa på 200 meter på tiden 22,54. Även vid inomhus-VM 2003 blev hon medaljör denna gång bronsmedaljör på tiden 22,81.

## Personliga rekord
- 200 meter - 22,50
- 400 meter - 50,11